# Harvey (Illinois)
Harvey – miasto w Stanach Zjednoczonych, w stanie Illinois, w hrabstwie Cook.

## Znane osoby
Z Harvey pochodzi Keke Palmer, amerykańska aktorka i piosenkarka.